# Družba Pere Kvržice (1970.)
Družba Pere Kvržice hrvatski je dugometražni film iz 1970. godine. Predstavlja adaptaciju istoimenog romana hrvatskog književnika Mate Lovraka.

## Radnja
Skupina seoskih dječaka osniva tajnu družinu pod vodstvom dječaka Pere. Družina u tajnosti obnavlja staru i napuštenu vodenicu u selu. Vodenica je prije toga bila zatvorena zbog nesloge seljaka, što je ponajviše koristilo vlasniku parnoga mlina. Zbog toga je i podmićivao seljane kako vodenica ne bi ponovno proradila. Družina nije željela popustiti pod pritiskom korumpiranih seljaka. Podržavani od svog učitelja, uspijevaju obnoviti mlin i predaju ga mjesnim seljacima.

## Uloge
- Mladen Vasary – Pero Kvržica
- Predrag Vuković – Šilo
- Berislav Kokot – Divljak
- Boris Vujović – Milo dijete
- Zoran Havrle – Medo
- Nikica Haluzan – Budala
- Marina Nemet – Marija
- Dubravka Dolovčak – Danica
- Boris Dvornik – Policajac Jozo
- Antun Vrdoljak – Učitelj
- Adem Čejvan – Perin otac
- Inge Appelt – Perina majka
- Mato Ergović – Markan - gazda Marko
- Antun Nalis – Velečasni
- Kruno Valentić – Šumar
- Vera Misita – Načelnikova žena